# Großschrifttastatur
Eine Großschrifttastatur für Sehbehinderte entspricht einer herkömmlichen PC-Standardtastatur. Die Beschriftung ist allerdings deutlich größer. Die Buchstaben sind hier ca. 10 mm hoch und füllen die Fläche der einzelnen Tasten aus. Dadurch sind sie wesentlich leichter zu lesen als die Standardbeschriftung. Man kann zwischen verschiedenen Gehäuse- und Schriftfarben wählen. Zusätzlich kann die Tastatur mit fühlbaren Markierungen versehen werden.

## Tastaturtypen
Überwiegend sind Großschrifttastaturen für Desktop-Computer erhältlich. Dabei handelt es sich hauptsächlich um Standardtastaturen des bekannten Herstellers Cherry, die entsprechend umgerüstet werden. Einige Firmen bieten auch Tastaturen mit großer Schrift für Laptops an. Einen bereits vorhandenen Laptop umzurüsten ist nicht immer möglich. Bei Bedarf sollte man Kontakt mit den Anbietern aufnehmen.

## Einsatzmöglichkeit
Wann eine Großschrifttastatur sinnvoll eingesetzt werden kann, hängt von den persönlichen Bedürfnissen des Nutzers ab. Groß beschriftete Tasten sind eine sinnvolle Ausstattung besonders für Computernutzer, die noch nicht lange sehbehindert sind und sich auf der PC-Tastatur nicht sicher fühlen. Die Großschrift eignet sich auch dann gut, wenn man selten benötigte Tasten entspannt finden möchte. Wenn man beruflich oder auch privat viel schreibt, sollte man sich jedoch mit dem Tastschreiben (früher auch als Blindschreiben bezeichnet) vertraut machen. Wer nicht ständig auf die Tastatur schauen muss, kann in einer aufrechten Sitzhaltung und damit entspannt arbeiten. Wer nach vorne gebeugt sitzt, um die Tastatur ablesen zu können, zieht sich Verspannungen in Nacken-, Schulter- und Rückenmuskulatur zu.